# Slid (nordisk mytologi)
 For alternative betydninger, se Slid. (Se også artikler, som begynder med Slid)
Slid er i nordisk mytologi navnet på den flod, som løber gennem Hel. Den er isnende kold og fyldt med sværd og knive, som bevæger sig rundt under vandet. Floden udspringer ved Hvergelmer.
| Nordisk mytologi | Spire Denne artikel om nordisk religion og mytologi er en spire som bør udbygges. Du er velkommen til at hjælpe Wikipedia ved at udvide den. |